# Jüdischer Friedhof (Quatzenheim)

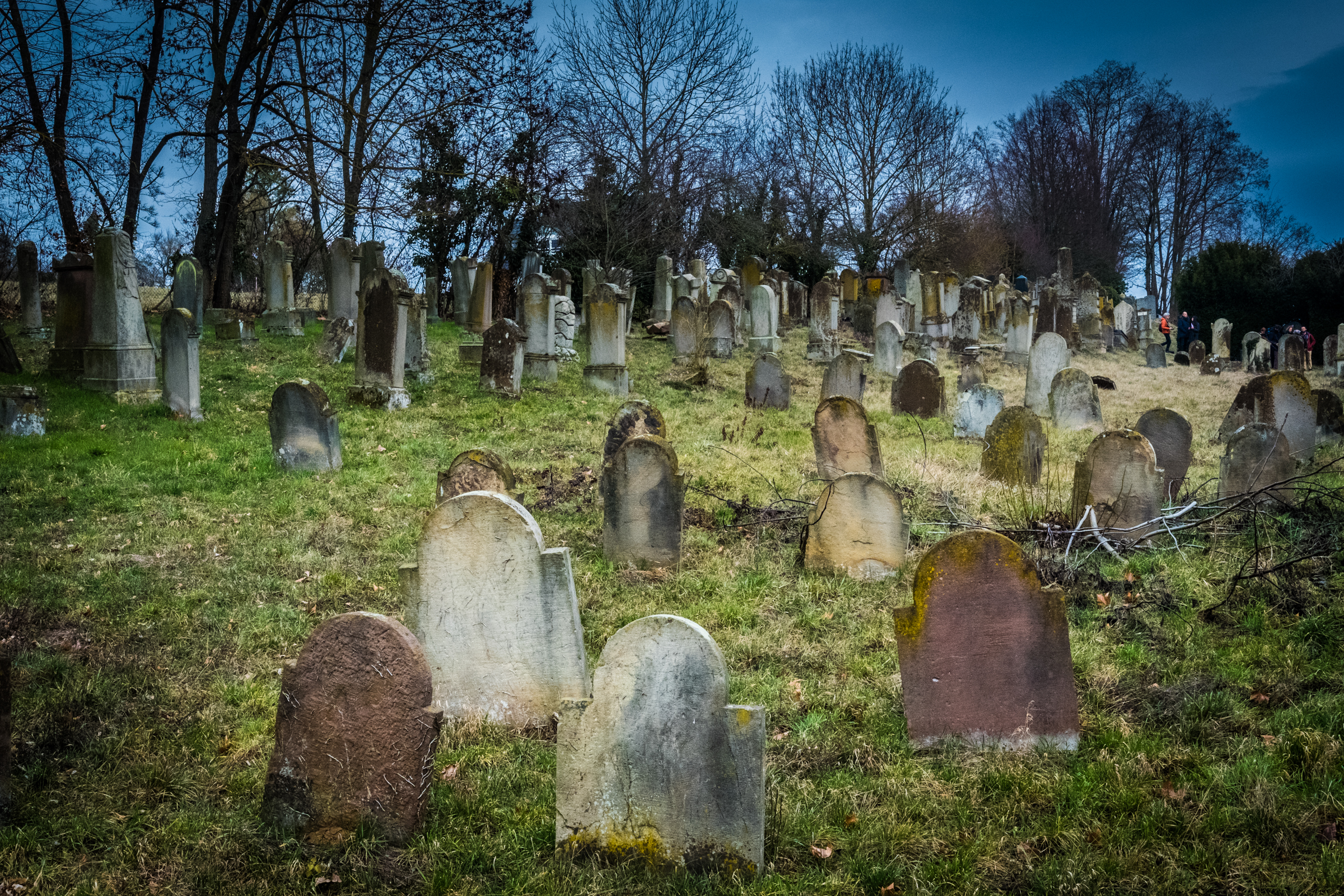
Jüdischer Friedhof in Quatzenheim

Der Jüdische Friedhof Quatzenheim ist ein jüdischer Friedhof in Quatzenheim, einer französischen Gemeinde im Unterelsass (Département Bas-Rhin) in der Region Grand Est. Er liegt am Ortsausgang unmittelbar am Ende der Rue Principale links der Straße Richtung Wiwersheim, Ecke Rue de Dossenheim.

## Beschreibung

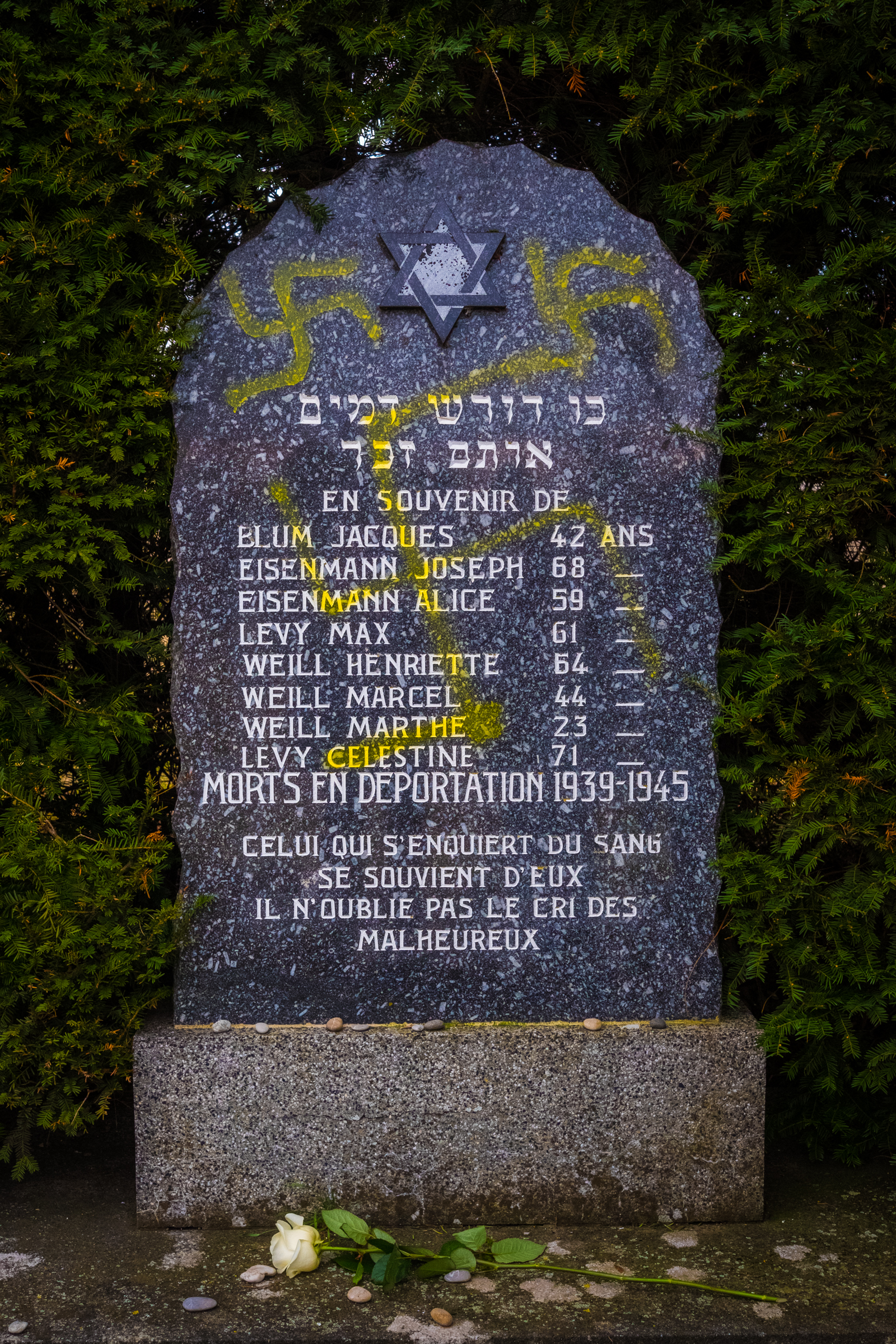
Holocaustdenkmal auf dem jüdischen Friedhof von Quatzenheim

Der Friedhof, der im Jahr 1793 angelegt wurde und bis zur Gegenwart belegt wird, ist von einer Sandsteinmauer umgeben. Es lassen sich vier Abschnitte unterscheiden:
- Auf dem alten Teil im Südwesten befinden sich etwa 100 Grabsteine vom Ende des 18. bis zur Mitte des 19. Jahrhunderts.
- Etwa 180 Grabsteine aus der Zeit Mitte des 19. Jahrhunderts bis Anfang des 20. Jahrhunderts im neoklassizistischen Stil beinhaltet der nordwestliche Teil.
- Im Nordosten befindet sich der dritte Bereich mit etwa 50 Grabsteinen vom Beginn des 20. Jahrhunderts an. Das Material für die Grabsteine der vergangenen Jahrzehnte ist Granit.
- Der südöstliche Bereich ist unbelegt.

Ein Gedenkstein für die im Holocaust ermordeten Juden aus Quatzenheim befindet sich am Haupteingang von der Rue Principale her.

## Grabschändungen

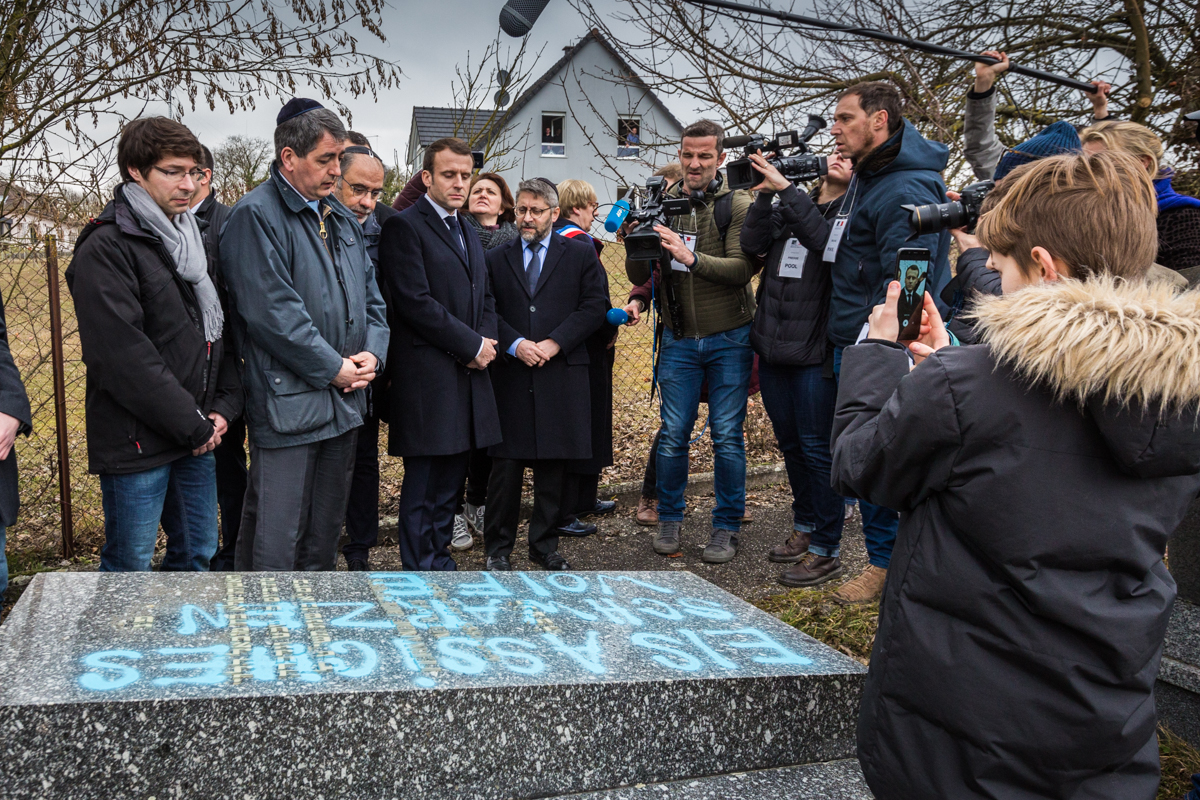
Staatspräsident Emmanuel Macron und Oberrabbiner Haïm Korsia auf dem Friedhof am 19. Februar 2019

Am 19. Februar 2019 wurden auf dem Friedhof umfangreiche Grabschändungen entdeckt. 96 Gräber waren antisemitisch beschmiert worden, vor allem mit Hakenkreuzen. Die Staatsanwaltschaft Straßburg leitete ein Ermittlungsverfahren ein. Noch am selben Tag besuchten Staatspräsident Emmanuel Macron und Frankreichs Oberrabbiner Haïm Korsia den Friedhof. Anlässlich der Grabschändungen äußerte Israels Einwanderung- und Integrationsminister Joaw Galant die Besorgnis der Regierung über die wachsende Zahl antisemitischer Vorfälle in Frankreich und forderte die französischen Juden zur Alija (Einwanderung nach Israel) auf.